# Oxögonfisk
Oxögonfisk (Boops boops) är en semipelagisk fisk i familjen havsrudefiskar.

## Utseende
En tämligen slank fisk som är gröngul på huvud och rygg, silvergrå med gulaktiga längsstreck på sidorna, samt gulaktiga fenor med undantag av den mera grönaktiga stjärtfenan.På sidan, just framför bröstfenorna, har den en svart fläck. Den kan bli upp till 35 cm lång, och väga 1,5 kg.

## Vanor
Oxögonfisken lever i stim ner till drygt 300 meters djup ovanför blandbottnar (sand, dy och klippor, gärna med växtlighet). Under natten vistas den nära ytan. Arten lever främst av kräftdjur, men tar även plankton.

### Fortplantning
Arten är hermafrodit, som börjar sitt liv som hona. Leker i sydliga vatten (Portugal och söderut) under våren, varvid honan lägger pelagiska ägg.

## Utbredning
Utbredningsområdet sträcker sig från södra Norge, runt Brittiska öarna, via Nordsjön sällsynt in i Kattegatt och vidare söderut via Medelhavet och Svarta havet till Västafrika (Angola).

## Kommersiell användning
Oxögonfisken fiskas för mänsklig konsumtion i Medelhavet och närliggande områden, främst genom trålning.